# Карролл (Айова)
Карролл (англ. Carroll) — місто (англ. city) в США, в окрузі Керролл штату Айова. Населення — 10 321 особа (2020).

## Географія
Карролл розташований за координатами 42°4′11″ пн. ш. 94°51′53″ зх. д. / 42.06972° пн. ш. 94.86472° зх. д. (42.069734, -94.864689).  За даними Бюро перепису населення США в 2010 році місто мало площу 14,75 км², уся площа — суходіл.

### Клімат
| Клімат : Карролл        | Клімат : Карролл | Клімат : Карролл | Клімат : Карролл | Клімат : Карролл | Клімат : Карролл | Клімат : Карролл | Клімат : Карролл | Клімат : Карролл | Клімат : Карролл | Клімат : Карролл | Клімат : Карролл | Клімат : Карролл | Клімат : Карролл |
| Показник                | Січ.             | Лют.             | Бер.             | Квіт.            | Трав.            | Черв.            | Лип.             | Серп.            | Вер.             | Жовт.            | Лист.            | Груд.            | Рік              |
| Абсолютний максимум, °C | 20,0             | 22,2             | 31,1             | 34,4             | 41,7             | 40,6             | 44,4             | 44,4             | 39,4             | 33,9             | 26,1             | 20,6             | 44,4             |
| Середній максимум, °C   | −1,9             | 0,9              | 7,9              | 15,9             | 22,2             | 27,2             | 29,1             | 27,9             | 24,1             | 16,8             | 7,6              | −0,4             | 14,8             |
| Середній мінімум, °C    | −11,9            | −9,6             | −3,7             | 2,5              | 9,2              | 14,8             | 17,3             | 15,9             | 10,5             | 3,9              | −3,2             | −10              | 3,0              |
| Абсолютний мінімум, °C  | −40              | −36,1            | −33,3            | −16,1            | −7,8             | 0,6              | 3,9              | 1,1              | −7,2             | −17,2            | −24,4            | −32,2            | −40              |
| Норма опадів, мм        | 24               | 23               | 55               | 90               | 111              | 129              | 127              | 103              | 77               | 63               | 41               | 33               | 876              |
| Днів з опадами          | 6                | 6                | 8                | 10               | 12               | 11               | 10               | 9                | 8                | 8                | 6                | 7                | 101,0            |
| ----------------------- | ---------------- | ---------------- | ---------------- | ---------------- | ---------------- | ---------------- | ---------------- | ---------------- | ---------------- | ---------------- | ---------------- | ---------------- | ---------------- |
| Джерело: NOAA           |                  |                  |                  |                  |                  |                  |                  |                  |                  |                  |                  |                  |                  |

## Демографія
Згідно з переписом 2010 року, у місті мешкали 10 103 особи в 4357 домогосподарствах у складі 2605 родин. Густота населення становила 685 осіб/км².  Було 4698 помешкань (319/км²).
Расовий склад населення:
| - 96,0 % — білих - 0,7 % — азіатів - 0,5 % — чорних або афроамериканців - 0,1 % — корінних американців - 1,5 % — осіб інших рас |

До двох чи більше рас належало 1,3 %. Частка іспаномовних становила 2,4 % від усіх жителів.
За віковим діапазоном населення розподілялося таким чином: 23,9 % — особи молодші 18 років, 56,4 % — особи у віці 18—64 років, 19,7 % — особи у віці 65 років та старші. Медіана віку мешканця становила 42,0 року. На 100 осіб жіночої статі у місті припадало 89,0 чоловіків;  на 100 жінок у віці від 18 років та старших — 84,6 чоловіків також старших 18 років.
Середній дохід на одне домашнє господарство  становив 56 323 долари США (медіана — 43 078), а середній дохід на одну сім'ю — 73 661 долар (медіана — 66 701). Медіана доходів становила 42 403 долари для чоловіків та 31 509 доларів для жінок. За межею бідності перебувало 11,8 % осіб, у тому числі 12,0 % дітей у віці до 18 років та 12,4 % осіб у віці 65 років та старших.
Цивільне працевлаштоване населення становило 5120 осіб. Основні галузі зайнятості: освіта, охорона здоров'я та соціальна допомога — 25,9 %, роздрібна торгівля — 14,5 %, виробництво — 12,8 %.